# Ерато
Ерато (от гръцки: Ερατω – „мила, обична“) в древногръцката митология е муза на лириката (и любовната поезия), песента и химна. Изобразявана е с лира или цитра в ръка.

## В митологията
Ерато е и името на:
- една от нимфите дриади, пророчица на Пан и съпруга на Аркас, царя на Аркадия,
- една от нереидите,
- една от дъщерите на Теспий, която прекарала една нощ с Херакъл, докато той гостувал на баща ѝ и впоследствие родила Династ.

## Исторически личности
- Ерато – царица на Велика Армения (1 г. – ок. 12 г.)